# Райвс (Міссурі)
Райвс (англ. Rives) — селище (англ. village) в США, в окрузі Данкін штату Міссурі. Населення — 42 особи (2020).

## Географія
Райвс розташований за координатами 36°5′40″ пн. ш. 90°0′41″ зх. д. / 36.09444° пн. ш. 90.01139° зх. д. (36.094462, -90.011461).  За даними Бюро перепису населення США в 2010 році селище мало площу 0,95 км², уся площа — суходіл.

## Демографія
Згідно з переписом 2010 року, у місті мешкали 63 особи в 30 домогосподарствах у складі 18 родин. Густота населення становила 67 осіб/км².  Було 35 помешкань (37/км²).
Расовий склад населення:
| - 100,0 % — білих |

До двох чи більше рас належало 0,0 %. Частка іспаномовних становила 0,0 % від усіх жителів.
За віковим діапазоном населення розподілялося таким чином: 15,9 % — особи молодші 18 років, 63,5 % — особи у віці 18—64 років, 20,6 % — особи у віці 65 років та старші. Медіана віку мешканця становила 49,8 року. На 100 осіб жіночої статі у місті припадало 110,0 чоловіків;  на 100 жінок у віці від 18 років та старших — 112,0 чоловіків також старших 18 років.
Середній дохід на одне домашнє господарство  становив 41 486 доларів США (медіана — 32 188), а середній дохід на одну сім'ю — 43 439 доларів (медіана — 31 250). За межею бідності перебувало 1,8 % осіб, у тому числі 0,0 % дітей у віці до 18 років та 0,0 % осіб у віці 65 років та старших.
Цивільне працевлаштоване населення становило 20 осіб. Основні галузі зайнятості: виробництво — 25,0 %, транспорт — 15,0 %, мистецтво, розваги та відпочинок — 15,0 %.